# The Whole of the Law
 (mars 2018).
The Whole of the Law est le neuvième album studio du groupe Anaal Nathrakh.
Il parait le 28 octobre 2016 chez Metal Blade Record. Pour la première fois, les paroles des chansons sont inscrites dans le livret de l'album.
Il est édité en CD, CD Digipack et vinyle.

## Musiciens
- Basse, guitare, programmation : Mick Kenney
- Voix : V.I.T.R.I.O.L.

## Liste des titres
1. The Nameless Dread (1:11)
2. Depravity Favours the Bold (3:07)
3. Hold Your Children Close and Pray for Oblivion (3:35)
4. We Will Fucking Kill You (3:54)
5. ...So We Can Die Happy (4:05)
6. In Flagrante Delicto (3:38)
7. And You Will Beg for Our Secrets (3:20)
8. Extravaganza! (4:12)
9. On Being a Slave (5:39)
10. The Great Spectator (3:45)
11. Of Horror, and the Black Shawls (5:41)